# IAR 22 (tractor)

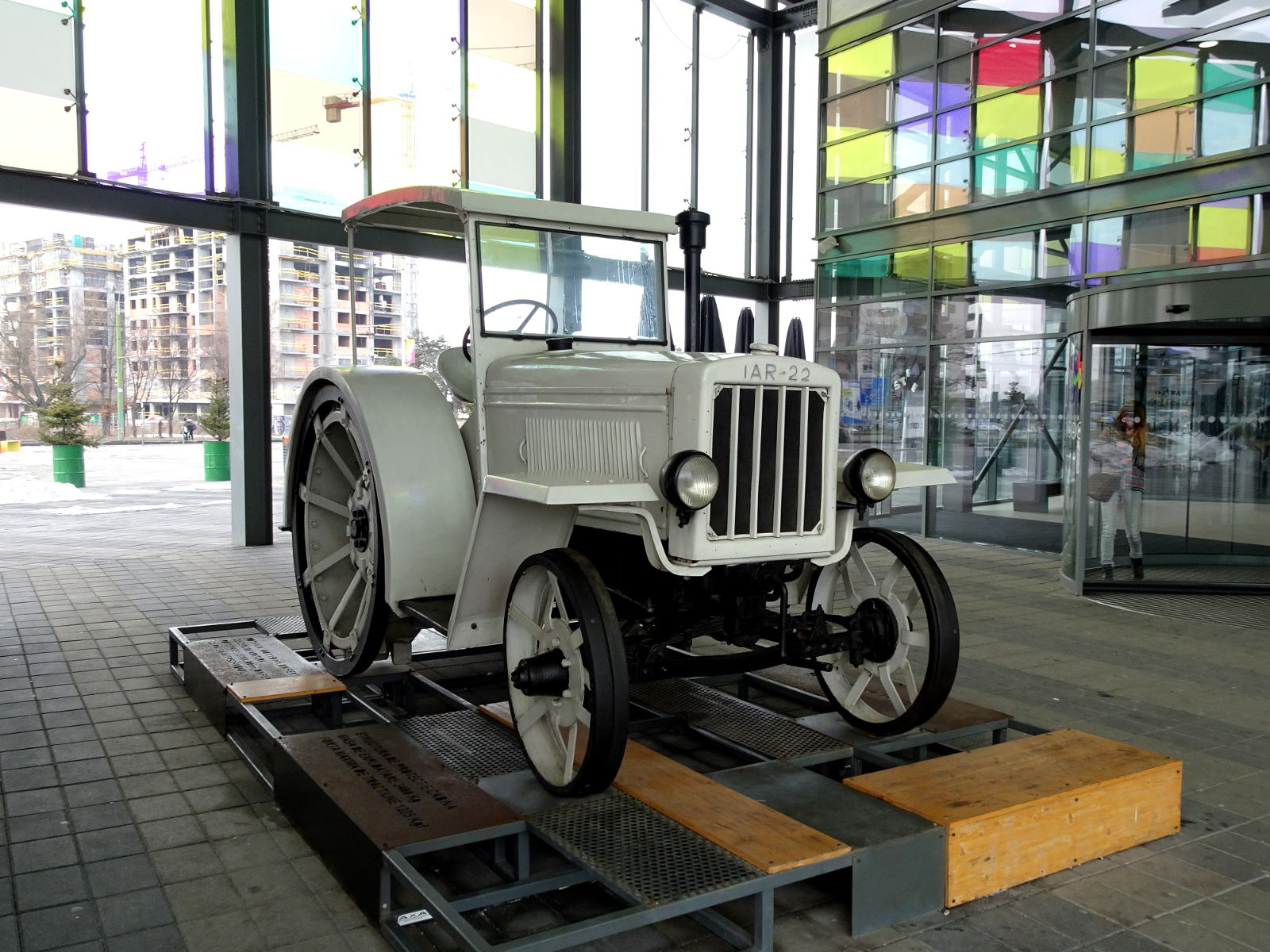

IAR 22 este primul model de tractor românesc, produs începând cu 1946 la Uzina Tractorul Brașov sub conducerea lui Radu Emil Mărdărescu. Acesta a copiat modelul Hanomag R 40, la propunerea directorului Ion Grosu. Greutatea utilajului era de 3,4 tone, fiind echipat cu motoare Diesel de 38 CP. Forța de tracțiune dezvoltată era de 1.225 kgf.
Încă de la început, uzina a primit o comandă de 5.000 de bucăți din partea statului. Primul tractor asamblat a ieșit din uzină pe data de 26 decembrie 1946, iar tractorul cu nr. 1000 a fost terminat la începutul lui 1949.

## Galerie imagini

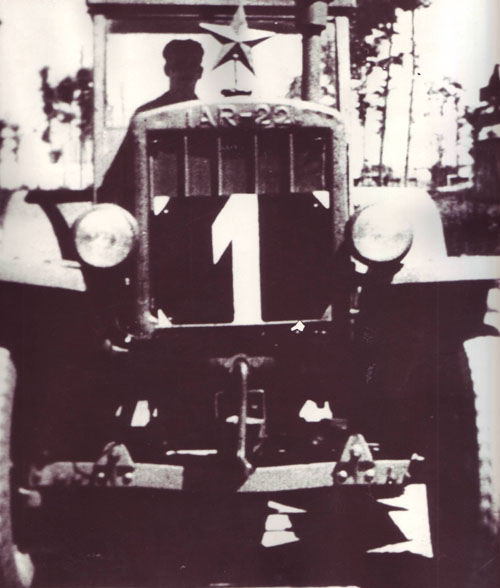
Primul tractor IAR 22 (1946)
Al 1000-lea tractor IAR 22 (1949)
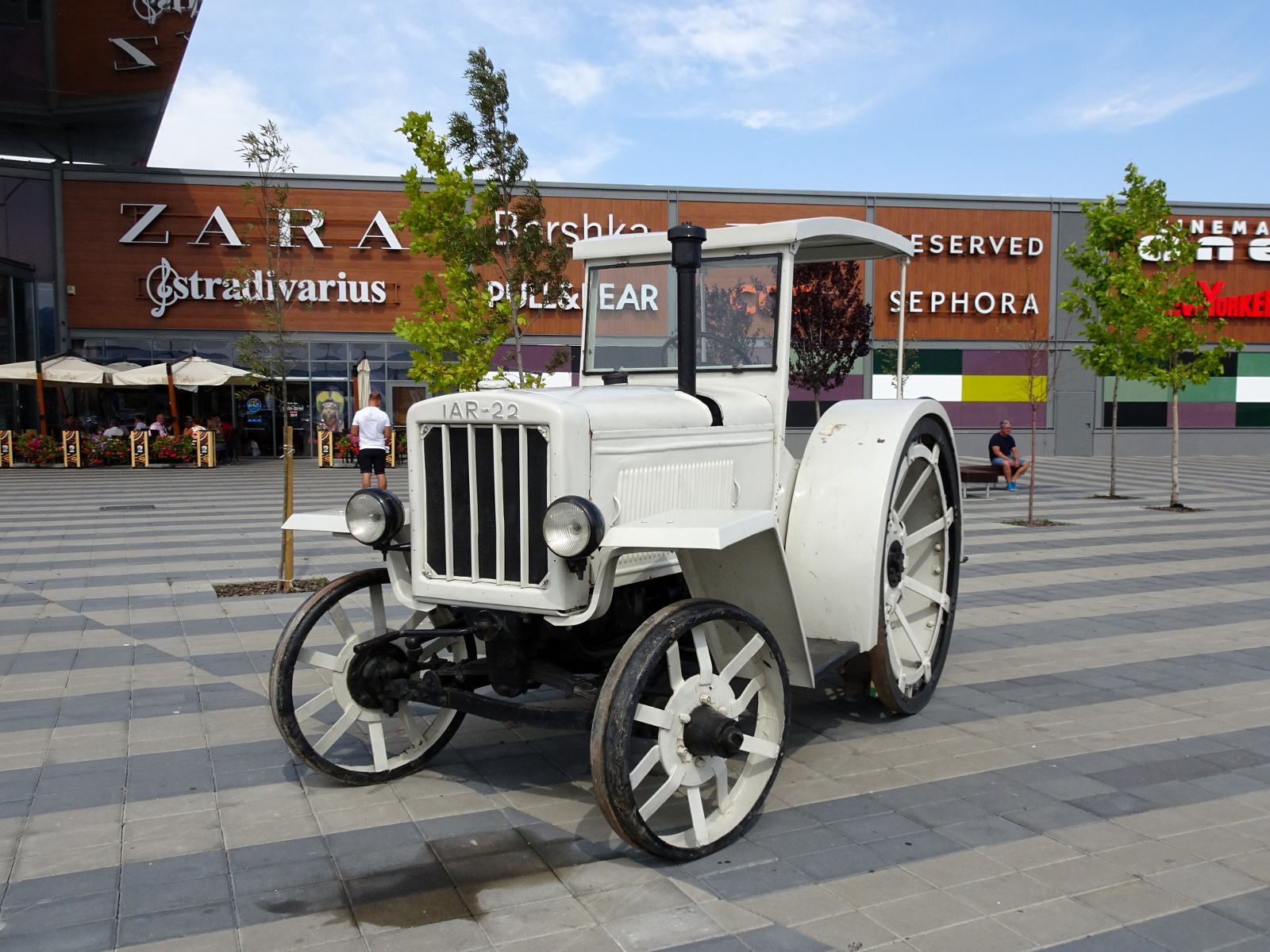
Tractor IAR 22 expus pe fosta platforma a uzinei din Brașov